# Dicrodiplosis coccidarum
Dicrodiplosis coccidarum är en tvåvingeart som beskrevs av Ephraim Porter Felt 1911. Dicrodiplosis coccidarum ingår i släktet Dicrodiplosis och familjen gallmyggor.
Artens utbredningsområde är Puerto Rico. Inga underarter finns listade i Catalogue of Life.